# Yuraygir National Park
Yuraygir National Park är en park i Australien. Den ligger i delstaten New South Wales, i den sydöstra delen av landet, omkring 490 kilometer nordost om delstatshuvudstaden Sydney. Den ligger vid sjön Lake Hiawatha.
Trakten är glest befolkad. Närmaste större samhälle är Pillar Valley, omkring 16 kilometer nordväst om Yuraygir National Park. Genomsnittlig årsnederbörd är 1 541 millimeter. Den regnigaste månaden är januari, med i genomsnitt 241 mm nederbörd, och den torraste är oktober, med 28 mm nederbörd.